# Ramphotyphlops ligatus
Ramphotyphlops ligatus este o specie de șerpi din genul Ramphotyphlops, familia Typhlopidae, descrisă de Peters 1879. Conform Catalogue of Life specia Ramphotyphlops ligatus nu are subspecii cunoscute.